# Skanderup Sogn (Kolding Kommune)
Skanderup Sogn ist eine Kirchspielsgemeinde (dän.: Sogn) im südlichen Dänemark. Bis 1970 gehörte sie zur Harde Anst Herred im damaligen Ribe Amt, danach zur Lunderskov Kommune im erweiterten Vejle Amt, die im Zuge der  Kommunalreform zum 1. Januar 2007 in der „neuen“  Kolding Kommune in der Region Syddanmark aufgegangen ist.
Im Kirchspiel leben 4204 Einwohner, davon 436 im Kirchdorf (Stand:1. Januar 2023). Im Kirchspiel liegt die Kirche „Skanderup Kirke“.
Nachbargemeinden sind im Norden Lejrskov Sogn, im Nordosten Harte Sogn, im Osten Seest Sogn, im Süden Hjarup Sogn und Vamdrup Sogn und in der benachbarten Vejen Kommune im Westen Andst Sogn.